# Karin Ertl
Karin Ertl, född den 23 juni 1974 i Immenstadt im Allgäu som Karin Specht, är en tysk före detta friidrottare som tävlade i mångkamp.
Ertl var en framgångsrik junior och blev bronsmedaljör vid EM för juniorer 1993. Som senior blev hon bronsmedaljör vid EM-inomhus 1998 i femkamp. Hon deltog vid VM 1999 i Sevilla där hon slutade sexa i sjukamp. 
2000 blev hon europamästare inomhus i Gent i femkamp. Hon deltog även vid Olympiska sommarspelen 2000 där hon slutade sjua. Hon blev året därefter bronsmedaljör vid inomhus-VM i Lissabon i femkamp. Utomhus samma år blev hon femma vid VM i Edmonton.
Vid Olympiska sommarspelen 2004 slutade hon först på en sjuttonde plats.

## Personliga rekord
- Femkamp - 4 678 poäng
- Sjukamp - 6 396 poäng